# Francis Day
Francis Day (fl.1625)(m.1642) fue un empleado inglés de la Compañía de las Indias Orientales recordado por ser uno de los fundadores, en la costa Coromandel en el sureste de la India, del fuerte St. George y la factoría bautizadas por él como Madras y por los hindúes como Chennapatam. En 1996 la ciudad fue renombrada como Chennai.
En 1639 Francis Day adquirió del rajá hindú de Chennapatam una extensión de terreno de cinco millas a lo largo de la costa por una milla tierra a dentro y edificó ahí en 1640 el fuerte St. George que, con la excepción de Armagon, fue la primera posición fortificada de la Compañía en la India. En 1653 el fuerte St. George fue elevado a la categoría de presidencia y se independizó de Bantén.
No existen fuentes fiables relacionadas con el nacimiento y primeros años de Francis Day como tampoco los hay de su vida después de su regreso a Inglaterra desde la India, salvo que falleció en 1642.

## Antecedentes
Francis Day es mencionado por primera vez en los registros de la Compañía de las Indias Orientales como el fundador en 1625 de la factoría de Armagon, un puerto pequeño ubicado en la costa Coromandel en el sureste del subcontinente indio. Esta factoría fue la segunda levantada en esa costa, la primera fue la de Masulipatam.
Como ambas estaban permanentemente en peligro, tanto por las molestias de los oficiales del poder local como por los holandeses, la Compañía instruyó a Day que explorara en la región un lugar más apropiado donde establecerse.

## Agente jefe de Armagon
Los primeros asentamientos de la Compañía en ese sector fueron Nizampatam y Masulipatam, lugares fundados en 1611 por el capitán Hippon al mando del Globe. En 1625 los agentes de la Compañía en Bantén, Java, enviaron un buque a Armagon en el distrito de Nellore y fundaron allí una pequeña factoría.
En 1639, debido por una parte a las molestias causadas por los subordinados del sultán de Golconda a los miembros de la factoría de Masulipatam y también por el deseo de estar más cerca de los centros de tejido y teñido, Francis Day, que era el agente jefe de Armagon exploró y obtuvo de un representante de la antigua dinastía Vijayanagar que vivía en Chandragiri al norte de Argot una extensión de tierra con la autorización para construir en ella un fuerte y una factoría.

## Adquisición de terreno en Coromandel
Francis Day, miembro del consejo de Masulipatam y jefe de la factoría de Armagon, al abandonar esta última se dirigió hacia sur con el propósito de alejarse de los holandeses sitos en Pulicat. Descubrió el lugar que quería treinta millas al sur de Pulicat. Era una rada apropiada donde había una pequeña colonia portuguesa. Además, el jefe local hindú les dio la bienvenida y obtuvo del rajá descendiente del imperio Vijayanagar la venta de un terreno en la costa donde podrían construir un fuerte. El jefe local lo único que pidió fue que el asentamiento fuera llamado Chennappa en homenaje a su padre, los lugareños lo llaman Chennapatam, pero los ingleses lo llamaron Madras, probablemente en homenaje a algún santuario hindú.

## Construcción del fuerte Saint George
Sin esperar la autorización de Londres, Day y Andrew Cogan, jefe de la factoría de Masulipatam construyeron una factoría fortificada con murallas con troneras y lo bautizaron como Fort Saint George en honor a Inglaterra. La compañía vio en ello un nuevo experimento y un nuevo gasto pero decidió dejar la decisión de su continuación al consejo de Surat quienes, viendo las ventajas de la posición en la bahía de Bengala y que estaba a mitad de camino en el tráfico con Java, dieron la autorización de su continuidad. El pequeño grupo de ingleses continuó con las obras y fundó la futura capital del sur de la India.

## Fundación de Madras
La compra de Madras le dio a la Compañía su primer pedazo de suelo indio además de los pequeños terrenos en que se edificaban las factorías. Era una estrecha franja que corría cerca de una milla al interior de la costa por cinco millas de largo, al norte de la monástica localidad portuguesa que se concentraba alrededor del santuario Santo Tomás. Pero contenía una pequeña isla que se formaba con las mareas de unas cuatrocientas yardas de largo por una cien de ancho, que podría ser defendida contra las incursiones de los jinetes enemigos. Day construyó una muralla a lo largo con un fuerte en su punta norte. Dentro de la isla se permitió instalarse solo a europeos por lo que fue llamada la ciudad blanca, mientras que las aldeas de los tejedores crecieron a su alrededor y se les llamó la ciudad negra. Ambas localidades formaron Madras.
El 5 de noviembre de 1642 se anunció oficialmente que el principal asentamiento de la Compañía en la costa Coromandel se había trasladado desde Masulipatan a Madras.